# La Matanza (distrito)
La Matanza é um distrito do Peru, departamento de Piura, localizada na província de Morropón.

## Transporte
O distrito de La Matanza é servido pela seguinte rodovia:
- PE-1NJ, que liga a cidade de Piura ao distrito de Lambayeque (Região de Lambayeque)
- PE-2A, que liga a cidade ao distrito de Huancabamba.[2][3][4]